# الکساندر کیریلیوک
الکساندر کیریلیوک (اوکراینی: Олександр Ілліч Кирилюк؛ زادهٔ ۲۸ سپتامبر ۱۹۶۴) بازیکن فوتبال اهل اتحاد جماهیر شوروی سوسیالیستی است.
از باشگاه‌هایی که در آن بازی کرده‌است می‌توان به باشگاه فوتبال اوورلا اوژهورود اشاره کرد.